# Videojoc per a telèfon mòbil

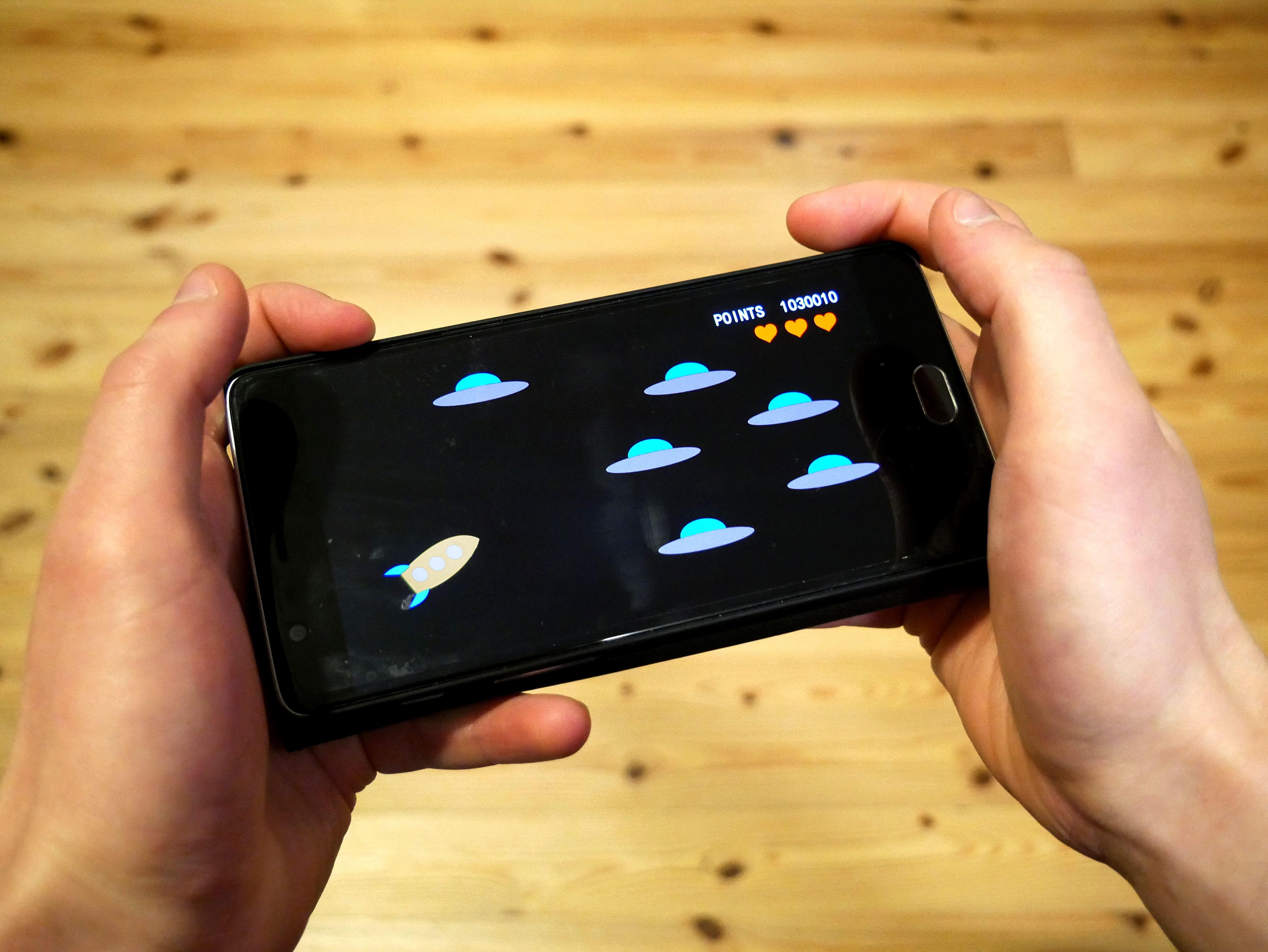

Els videojocs per a telèfon mòbil són aquells videojocs dissenyats per a telèfons mòbils.
Hi ha videojocs per a telèfon mòbil que utilitzen la tecnologia per a la geolocalització.
A finals del 2015, al mercat de videojocs d'aquesta mena de Corea del Sud han dominat els videjocs de rol. Pel 2015 al mercat dels jocs de mòbil hi va dominar el model de negoci del free-to-play. L'empresa Sony treia primer jocs free-to-play per al mòbil i segons triomfaven els treia per a consola.